# Myosit
Myosit betyder muskelinflammation. Det finns tre typer av myosit: polymyosit, dermatomyosit och inklusionskroppsmyosit.

## Polymyosit
Polymyosit (PM) är en inflammatorisk muskelsjukdom som framför allt ger svaghet i höftens och skuldrornas muskulatur. Förutom muskelsymtom ser man också ofta påverkan på hjärta/lungor och allmänna symtom som trötthet och feber. Sjukdomen är vanligare hos kvinnor än män, totalt insjuknar ca 50 personer varje år i Sverige. Diagnosen ställs utifrån blodprover, klinisk undersökning, EMG och muskelbiopsi; man kan också behöva göra andra undersökningar eftersom sjukdomen ibland är ett tidigt symtom på cancer. Sjukdomen kan behandlas med kortison och andra immunhämmande läkemedel.

## Dermatomyosit
Dermatomyosit (DM) liknar polymyosit men här ser man också symptom på huden. Hudsymptomen är bland annat typiska blålila utslag på ögonlocken och ibland ses också knottror över knogarna, så kallade Gottrons papler.

## Inklusionskroppsmyosit
Huvudartikel: Inklusionskroppsmyosit
Inklusionskroppsmyosit (IBM) är en inflammatorisk muskelsjukdom av okänd orsak som framför allt drabbar äldre män, totalt insjuknar i Sverige ca 20 personer varje år. Symtomen är sakta tilltagande muskelsvaghet som ofta börjar i fingrar och lår, sväljningssvårigheter är också vanligt. Diagnosen ställs utifrån klinisk undersökning och muskelbiopsi, ofta görs också EMG. Det finns ingen aktiv behandling, men även om symtomen gradvis tilltar är livslängden inte påverkad.